# Cynwyl Gaeo
Cynwyl Gaeo är en community i Storbritannien.   Den ligger i kommunen Carmarthenshire och riksdelen Wales, i den södra delen av landet, 270 km väster om huvudstaden London.
De största byarna är Caio, Ffarmers och Pumsaint.